# Lake Brownwood
Lake Brownwood è un census-designated place degli Stati Uniti d'America, situato nella contea di Brown dello Stato del Texas.

## Geografia fisica
Lake Brownwood è situata a 31°49′25″N 99°05′41″W (31.823538, -99.094827).
Secondo lo United States Census Bureau, ha un'area totale di 5,7 miglia quadrate (15 km²), di cui 5,7 miglia quadrate (15 km²) è terreno e lo 0,17% è acqua.

## Società

### Evoluzione demografica
Secondo il censimento del 2000, c'erano 1.694 persone, 723 nuclei familiari, e 493 famiglie residenti nella città. La densità di popolazione era di 295,9 persone per miglio quadrato (114,3/km²). C'erano 1.043 unità abitative a una densità media di 182,2 per miglio quadrato (70,4/km²). La composizione etnica della città era formata dall'89,49% di bianchi, l'1.48% di afroamericani, lo 0,53% di nativi americani, lo 0,06% di isolani del Pacifico, il 6,20% di altre razze, e il 2,24% di due o più etnie. Ispanici o latinos di qualunque razza erano l'8.97% della popolazione.
C'erano 723 nuclei familiari di cui il 25,3% avevano figli di età inferiore ai 18 anni, il 56,4% erano coppie sposate conviventi, il 9,1% aveva un capofamiglia femmina senza marito, e il 31,7% erano non-famiglie. Il 27,7% di tutti i nuclei familiari erano individuali e l'11,3% aveva componenti con un'età di 65 anni o più che vivevano da soli. Il numero di componenti medio di un nucleo familiare era di 2,34 e quello di una famiglia era di 2,80.
La popolazione era composta dal 23,0% di persone sotto i 18 anni, il 7,1% di persone dai 18 ai 24 anni, il 24,3% di persone dai 25 ai 44 anni, il 28,7% di persone dai 45 ai 64 anni, e il 16,9% di persone di 65 anni o più. L'età media era di 42 anni. Per ogni 100 femmine c'erano 102,9 maschi. Per ogni 100 femmine dai 18 anni in giù, c'erano 98,6 maschi.
Il reddito medio di un nucleo familiare era di 26.286 dollari, e quello di una famiglia era di 29.280 dollari. I maschi avevano un reddito medio pro capite di 25.380 dollari contro i 17.946 dollari delle femmine. Il reddito medio pro capite era di 13.289 dollari. Circa il 18,4% delle famiglie e il 17,7% della popolazione erano sotto la soglia di povertà, incluso il 25,2% di persone sotto i 18 anni e l'8.9% di persone di 65 anni o più.